# Is It True?
Is It True? – utwór islandzkiej wokalistki Jóhanny Guðrún Jónsdóttir, znanej także jako Yohanna, z którym reprezentowała Islandię podczas 54. Konkursu Piosenki Eurowizji w 2009 roku w Moskwie. Singiel skomponował Óskar Páll Sveinsson, a oprócz angielskiej wersji językowej powstały wersje po niemiecku, francusku, hiszpańsku i rosyjsku. Piosenka została dołączona do albumu Butterflies and Elvis wydanego 20 lipca w Szwecji, Finlandii i Norwegii.

## Söngvakeppni Sjónvarpsins 2009

### Półfinał
Wybór reprezentanta Islandii na Konkurs Piosenki Eurowizji 2009 w Moskwie nastąpił poprzez otwarte preselekcje. Spośród 217 propozycji wybrano 16 piosenek, które podzielono pomiędzy 4 półfinały, po 4 w każdym. Głosami telewidzów dwie najlepsze piosenki z każdej rundy kwalifikowały się do finału, gdzie potem wybierali reprezentanta na Eurowizję. 10 stycznia "Is It True?", które zostało przydzielone do pierwszego półfinału, awansowało z niego dalej.

### Finał
14 lutego odbył się finał Söngvakeppni Sjónvarpsins 2009. Decyzją widzów zwyciężyła Yohanna z piosenką "Is It True?" i to ona miała reprezentować Islandię w Moskwie. Po paru dniach islandzki publiczny nadawca radiowo-telewizyjny Ríkisútvarpið ujawnił wyniki 4 najlepszych utworów tamtego wieczoru. Spośród ponad 69 tysięcy oddanych głosów, zwyciężczyni otrzymała ich 19.076.

## Promocja
W ramach promowania siebie i utworu przed występem w Moskwie, 17 kwietnia Yohanna wzięła udział w Eurovision Preview Party w Londynie. Dzień później, w Amsterdamie miała miejsce kolejna duża impreza eurowizyjna "Eurovision In Concert", gdzie artystka także zaprezentowała się przed zgromadzoną tam publicznością. Tego samego dnia ukazał się wideoklip do "Is It True?".

## Konkurs Piosenki Eurowizji 2009

### Półfinał
16 marca nastąpił podział 42 krajów uczestniczących pomiędzy dwa półfinały (kraje tzw. Wielkiej Czwórki i zeszłoroczny zwycięzca automatycznie znalazły się w finale) z których Yohanna trafiła do pierwszego z nich i miała zaśpiewać jako 12. w kolejności. 
12 maja odbył się pierwszy półfinał. Artystka wystąpiła w długiej, niebieskiej sukni, a scena została ustawiona w niebieskich, lodowych barwach wraz z niebem, chmurami, płatkami śniegu i delfinami pokazywanymi na ekranach. Wraz z nią na scenie towarzyszyli jej wiolonczelista, gitarzysta i 3-osobowy wokal wspierający w skład którego wchodzili: Friðrik Ómar (członek zespołu Eurobandið, reprezentanta Islandii podczas Konkursu Piosenki Eurowizji 2008 w Belgradzie), uczestniczka wokalu wspierającego reprezentacji Islandii na Eurowizji w 2008 roku i Hera Björk (zdobywczyni drugiego miejsca podczas Dansk Melodi Grand Prix 2009). "Is It True?" zakwalifikowało się do finału z pierwszego miejsca, zdobywając 174 punkty.

### Finał
Po półfinale ekipy zakwalifikowane do finału wylosowały swoje numery startowe w finale. Yohanna miała wystąpić jako siódma w kolejności. 16 maja odbył się finał 54. Konkursu Piosenki Eurowizji w Moskwie. "Is It True?" zajęło wysokie, drugie miejsce, zdobywając 218 punktów. To pierwsze tak duże osiągnięcie Islandii od 1999 roku, gdy Selma Björnsdóttir z piosenką "All Out of Luck" także zdobyła drugą pozycję.

## Pozycje na listach przebojów
| Lista                   | Najwyższa pozycja |
| ----------------------- | ----------------- |
| Europe Official Top 100 | 40                |
| Belgia                  | 23                |
| Białoruś                | 3                 |
| Dania                   | 16                |
| Finlandia               | 4                 |
| Grecja                  | 4                 |
| Islandia                | 1                 |
| Irlandia                | 28                |
| Norwegia                | 3                 |
| Rosja                   | 121               |
| Słowacja                | 84                |
| Szwecja                 | 2                 |
| Szwajcaria              | 9                 |
| Wielka Brytania         | 49                |